# ブロンコ・ビリー
『ブロンコ・ビリー』（Bronco Billy）は、1980年のアメリカ映画。監督・主演はクリント・イーストウッド。脚本はデニス・ハッキン。

## あらすじ
ブロンコ・ビリーは西部男たちの荒くれさを活劇ショーに見立て披露する旅回りの一座「ワイルド・ウェスト・ショー」のリーダーだ。彼らはアメリカ中南部を巡業し、時には慈善興業も買ってでるが経済的には困窮していた。
裕福な家に生まれた勝気な女性アントワネット・リリーは30歳までに結婚しなければ父の遺産を継げないため、愛してもいない男アーリントンと名目上の結婚をしようとしていた。しかし、アントワネットの高慢な言動にウンザリしたアーリントンは宿泊したホテルから全ての荷物を持って逃げ出してしまう。アーリントンに財布を盗まれて一文無しになったアントワネットは、ニューヨークの自宅に電話をかけるため、居合わせたビリーに小銭を借りる。しかし、その代償として「ワイルド・ウエスト・ショー」のアシスタントとして旅に同行することになる。一方、アントワネットの母アイリーンは弁護士エドガーの入れ知恵で、行方不明になった彼女をアーリントンに殺害されたことにして夫の遺産を相続しようと考える。エドガーは逮捕されたアーリントンに取引を持ちかけ、減刑と50万ドルの報酬と引き換えに彼に殺害を認めさせる。
アントワネットを引き入れた「ワイルド・ウエスト・ショー」だったが、彼女が手順を無視して勝手なことばかりすることにビリーは不満を募らせ、彼女を解雇しようとする。アントワネットもビリーの指示に従うことを嫌ったため一座を抜けようとするが、新聞に自分の死亡記事が載っているのを見かけ、渋々一座に戻ることになる。次の興行を控えた中、一座のメンバーであるビッグ・イーグルの妻ランニング・ウォーターが妊娠したことを知った一座は近くのバーで祝杯を挙げるが、アントワネットに乱暴を働いた酔客にビリーが殴りかかったことで乱闘騒ぎが起きる。アントワネットはバーの外に逃げ出すが、そこで二人組の男に乱暴されそうになるが、駆け付けたビリーに助け出される。アントワネットの身を気遣うビリーに、彼女は次第に心惹かれていく。
翌日、昨夜の乱闘騒ぎでメンバーのレオナードが逮捕されたことを知ったビリーは釈放を求めるが、保安官から彼がベトナム戦争の兵役を拒否した脱走兵だったことを知らされる。ビリーは保安官と取引してレオナードを釈放させるが、その引き換えに全財産を保安官に引き渡してしまう。さらに、その日の興行で観客が持ち込んだ爆竹で火事が起きてテントが燃えてしまう。一座のメンバーはアントワネットを疫病神扱いして一座から追い出すように求めるが、ビリーはそれを拒否して、新しいテントを手に入れるため警察が管理する精神病院を訪れる。アントワネットはランニング・ウォーターから助言をもらい自分の気持ちと向き合い、ビリーに気持ちを打ち明け一夜を共にする。
アントワネットは距離を置いていた一座のメンバーと和解して興行に取り組むが、精神病院で減刑処分を受けて入院していたアーリントンと再会する。死んだはずのアントワネットが生きていたことを知ったマスコミは大騒ぎし、彼女は遺産相続人としてニューヨークに連れ戻される。ビリーはアントワネットを失ったことに意気消沈し、同じように彼を失った彼女は睡眠薬を大量摂取して自殺を図る、その直前にランニング・ウォーターから電話がかかってくる。ビリーはアントワネットがいない状態で興行を始めるが、そこにアントワネットが現れる。再会を喜んだ二人は興行を無事に終え、観客から喝采を浴びる。

## 登場人物
ブロンコ・ビリー
演 - クリント・イーストウッド
旅回りの一座「ワイルド・ウェスト・ショー」のリーダー。西部一の早撃ちと名高い。優秀なアシスタントを探している。
アントワネット・リリー
演 - ソンドラ・ロック
裕福な家の令嬢。父の遺産を相続するために結婚する。しかし高慢な態度をとったことでジョンに嫌がられて逃げられてしまう。無一文になってしまったところでビリー達と出会い、一座で働くことになる。
ジョン・アーリントン
演 - ジェフリー・ルイス
アントワネットの婚約者。しかしアントワネットの高慢な態度に嫌気がさして荷物を盗んでどこかにいってしまう。しかし、この出来事が尾ひれがついて、まるで自分がリリーを殺害したということになってしまい、焦ることとなる。
ドック・リンチ
演 - スキャットマン・クローザース
司会役。
レフティ・リーボウ
演 - ビル・マッキーニー
左利きで二丁拳銃を扱う。
レオナード・ジェームズ
演 - サム・ボトムズ
投げ縄の名人。脱走兵だった過去を持つ。
チーフ・ビッグ・イーグル
演 - ダン・ヴァディス
インディアン。ロレインとは夫婦で子供が出来た。
ロレイン・ランニング・ウォーター
演 - シェラ・ペシャー
チーフの妻。
ディックス
演 - ウォルター・バーンズ
保安官。
カンタベリー
演 - ウッドロウ・パーフレイ
犯罪者を収容している精神病院の院長。
アイリーン・リリー
演 - ビヴァリー・マッキンゼー
アントワネットの継母。財産目当てに一計を案じる。
エドガー
演 - ウィリアム・プリンス
弁護士。リリー家の財産に関する問題を引き受けている。

## キャスト
| 役名                             | 俳優                         | 日本語吹替 |
| 役名                             | 俳優                         | テレビ朝日版 |
| -------------------------------- | ---------------------------- | --- |
| ブロンコ・ビリー                 | クリント・イーストウッド     | 山田康雄 |
| アントワネット・リリー           | ソンドラ・ロック             | 藤田淑子 |
| ジョン・アーリントン             | ジェフリー・ルイス           | 仲木隆司 |
| ドック・リンチ                   | スキャットマン・クローザース | 田中康郎 |
| レフティ・リーボウ               | ビル・マッキーニー           | 飯塚昭三 |
| レオナード・ジェームズ           | サム・ボトムズ               | 石丸博也 |
| チーフ・ビッグ・イーグル         | ダン・ヴァディス             | 天地麦人 |
| ロレイン・ランニング・ウォーター | シェラ・ペシャー             | 火野捷子 |
| ディックス保安官                 | ウォルター・バーンズ         | 今西正男 |
| カンタベリー院長                 | ウッドロウ・パーフレイ       | 嶋俊介 |
| アイリーン・リリー               | ビヴァリー・マッキンゼー     | 朝井良江 |
| ガソリスタンドのメカニック       | ハンク・ウォーデン           | 清川元夢 |
| エドガー弁護士                   | ウィリアム・プリンス         | 宮田光 |
| 不明 その他                      |                              | 大橋芳枝 千田光男 佐々木るん 牧章子 杉原康 広瀬正志 飛田展男 島香裕 下川貴子 沢野ゆうや 杉本直樹 旗博史 鈴木一輝 中村友和 |
|                                  |                              | |
| 演出                             | 演出                         | 春日正伸 |
| 翻訳                             | 翻訳                         | 宇津木道子 |
| 効果                             | 効果                         | 新音響 |
| 調整                             | 調整                         | 国定保孝 |
| 録音                             | 録音                         | アートセンター |
| 制作                             | 制作                         | 日米通信社 |
| 初回放送                         | 初回放送                     | 1985年1月13日 『日曜洋画劇場』 21:02-22:54                                                                                |

## 制作
クリント・イーストウッドはデニス・ハッキンとニール・ドブロフスキーから脚本を受け取り、交際関係にあったソンドラ・ロックをヒロインとして出演させた。撮影は1979年にアイダホ州南西部のボイシで6週間程行われた。ボイシでの撮影が終了した後、さらにオレゴン州オンタリオとニューヨーク州で追加の撮影が行われた。低予算で撮影された本作は、予定より2週間から4週間程早く撮影が終了した。

## 評価
レビュー・アグリゲーターのRotten Tomatoesでは20件のレビューで支持率は75%、平均点は6.60/10となった。Metacriticでは10件のレビューを基に加重平均値が66/100となった。
イーストウッドは本作を「自分のキャリアの中で最も魅力的な作品の一つ」として挙げており、伝記作者のリチャード・シーケルは「ビリーのキャラクターはイーストウッド自身の性格を反映している」と指摘している。
本作は商業的に失敗したが、批評家からは高い評価を受けている。ニューヨーク・タイムズのジャネット・マスリンは西部劇と現代劇を融合させた演出を称賛し、「イーストウッド映画の中で最高に面白い作品」と述べている。
興行収入は制作費の4倍近い2,400万ドルを記録したが、イーストウッドはこの結果に不満を感じており、インタビューに「この映画は古いテーマを扱っている。何故古いかと言えば、それは映画が取り扱われることを望んでいなかったからだ。しかし、映画監督として私が何を言おうとしていたかを知りたいと感じたならば、それは『ブロンコ・ビリー』の中で見付けることでしょう」と答えている。

## ノミネート
- ソンドラ・ロック：第1回ゴールデンラズベリー賞最低女優賞